# Den første danske gymnastikfilm
|  | Denne artikel er oprettet af botten Steenthbot ud fra en ekstern database. Den kan derfor have sproglige fejl eller mangler. Denne skabelon kan fjernes efter kontrol af indholdet. |

Den første danske gymnastikfilm er en dansk dokumentarisk optagelse fra 1923.

## Handling
Med denne første danske gymnastikfilm i 1923 opnåede gymnastikpædagog Agnete Bertram (1893-1983) megen omtale i den københavnske presse. Filmen blev optaget i Carlsbergs æresbolig på Valby Bakke. Den rumlige iscenesættelse understreger gymnastikens æstetiske udtryk. Gymnasterne er klædt i karakteristiske lyse og fjerlette silketunikaer, som understøtter rummets antikke græske stemning. Filmen er inddelt i følgende fire afdelinger: 1) Indledende øvelser. 2) Gående og stående ligevægtsøvelser og ligevægtøvelser på bomme. 3) Siddende, liggende og knælende øvelser. 4) Gang- og løbeøvelser samt afslutning. (Kilde: Anne Lykke Poulsen og Karen Vedel: Kvindegymnastik, scenisk dans og kvinders medborgerskab i 1920erne og 1930erne, www.idan.dk/vidensbank).